# Sugar (zespół muzyczny)
Sugar – amerykański zespół grający rocka alternatywnego.

## Historia
Został utworzony w 1992 w Minneapolis przez wokalistę/gitarzystę Boba Moulda (ex – Hüsker Dü), basistę Davida Barbe'a (ex – Mercyland) i perkusistę Malcolma Travisa (ex – Human Sexual Response). Grupa zadebiutowała 20 lutego 1992 w „40 Watt Club” w Athens (Georgia). Po podpisaniu przez nią kontraktu z wytwórnią Rykodisc Records jesienią ukazał się debiutancki album Copper Blue, który zebrał pozytywne recenzje. Utwory tj. „Helpless” i „If I Can't Change Your Mind” były nadawane w radiu oraz w MTV. Wiosną 1993 został wydany minialbum Beaster (nagrania pochodziły z sesji do Copper Blue) na którym znalazły się bardziej surowe kompozycje niż na debiutanckiej płycie. W tym samym roku Mould stworzył materiał na kolejny album. Do kolejnych nagrań muzycy przystąpili na wiosnę 1994, lecz sesja utknęła w martwym punkcie i nagrane taśmy zostały skasowane. Nagrania powtórzono i jesienią wyszedł album File Under: Easy Listening. Pomimo pozytywnych recenzji osiągnął on mniejszy sukces komercyjny niż Copper Blue. Wiosną 1995 zespół przerwał działalność – w czerwcu wydano kompilację Besides zawierającą nagrania m.in. z singli. Mould powrócił do nagrywania solowych płyt.

## Muzycy
- Bob Mould – śpiew, gitara
- David Barbe – gitara basowa
- Malcolm Travis – perkusja

## Dyskografia

### Albumy
- Copper Blue (1992)
- File Under: Easy Listening (1994)
- Besides (1995)

### Minialbumy
- Beaster (1993)

### Single
- „Helpless” / „Changes” (1992)
- „Helpless” / „Needle Hits E” / „If I Can't Change Your Mind (Solo Mix)” / „Try Again” (1992)
- „A Good Idea” / „Where Diamonds Are Halos” / „Slick” / „Armenia City in the Sky” (1992)
- „If I Can't Change Your Mind” / „Clownmaster” / „Anyone (Live)” / „Hoover Dam (Live)” (1993)
- „Believe What You're Saying” / „Going Home” / „In the Eyes of My Friends” / „And You Tell Me” (1994)
- „Your Favorite Thing” / „Mind Is an Island” / „Frustration” / „And You Tell Me (TV Mix)” (1994)
- „Gee Angel” / „Explode and Make Up” / „The Slim” / „After All the Roads Have Led to Nowhere” (1995)